# Sullivan County (Indiana)
Sullivan County is een county in de Amerikaanse staat Indiana.
De county heeft een landoppervlakte van 1.158 km² en telt 21.751 inwoners (volkstelling 2000). De hoofdplaats is Sullivan.

## Bevolkingsontwikkeling

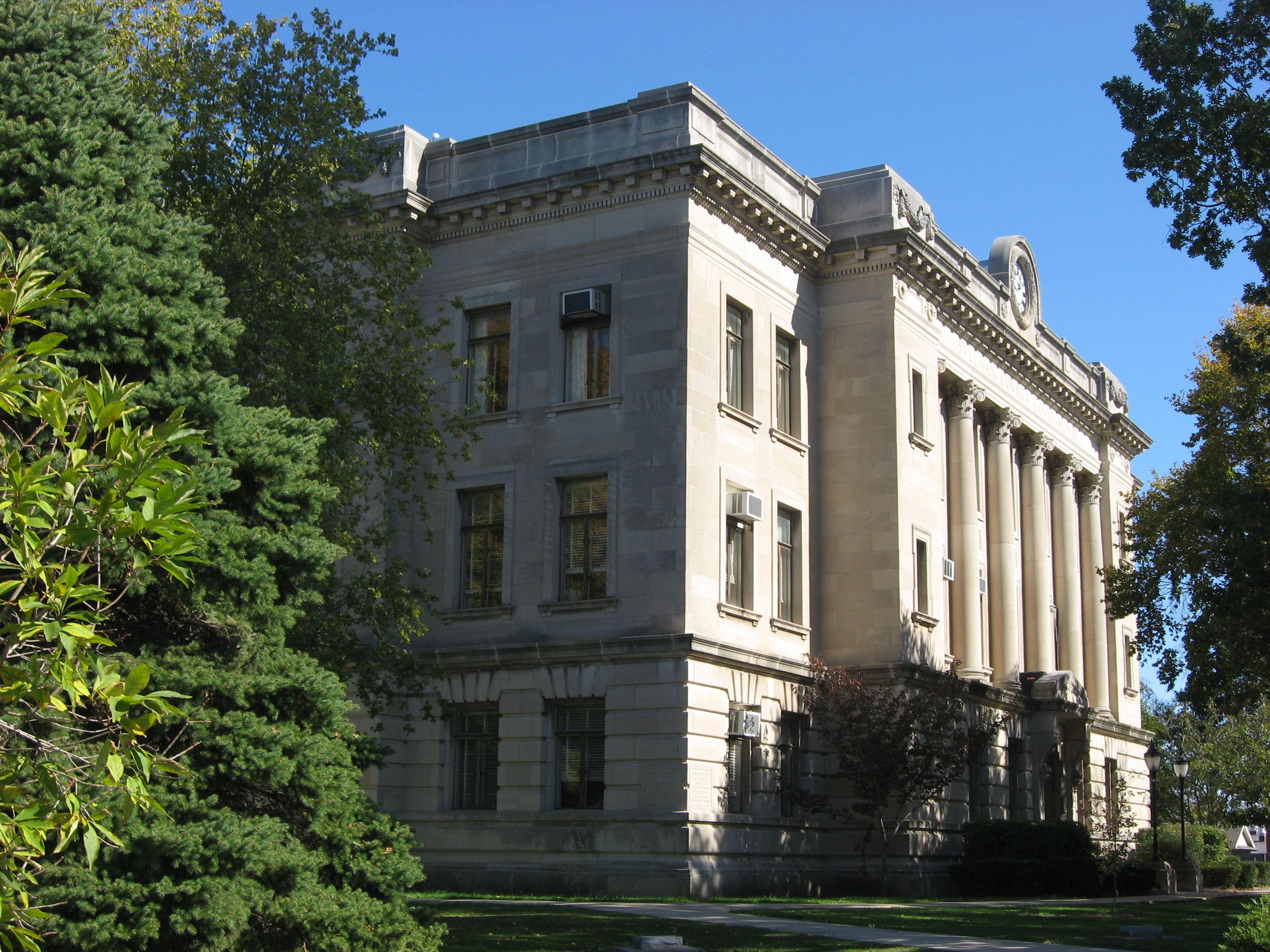
Sullivan County Courthouse